# سمیونوفکا (شهرستان سووبودننسکی، استان آمور)
سمیونوفکا (به لاتین: Semyonovka) یک منطقهٔ مسکونی در روسیه است که در استان آمور واقع شده‌است.